# Latodrepanus caelatus
Latodrepanus caelatus är en skalbaggsart som beskrevs av Gerstaecker 1871. Latodrepanus caelatus ingår i släktet Latodrepanus och familjen bladhorningar. Inga underarter finns listade i Catalogue of Life.